# Siergiej Andrijaka
Siergiej Nikołajewicz Andrijaka (ur. 14 lipca 1958 w Moskwie, zm. 16 maja 2024 tamże) – rosyjski malarz akwarelista i pedagog, Ludowy Artysta Federacji Rosyjskiej (2005), członek Rosyjskiej Akademii Sztuk Pięknych (2007). Założyciel i dyrektor Szkoły Akwareli (od 2012 roku – Akademia Akwareli i Sztuk Pięknych Siergieja Andrijaki).

## Życiorys
Siergiej Nikołajewicz Andrijaka urodził się 14 lipca 1958 w Moskwie. Jego ojciec, Nikołaj Iwanowicz Andrijaka (1905—1977), Zasłużony Artysta RFSRR, wykładał w Moskiewskim Akademickim Liceum Artystycznym przy Rosyjskiej Akademii Sztuk Pięknych im. Wasilija Surikowa od momentu jego założenia w 1939 roku. W ostatnich latach życia zajmował również stanowisko dyrektora tejże uczelni. Matka artysty, Etolija Rudolfowna, pracowała jako nauczycielka języka niemieckiego oraz tłumaczka.
Siergiej Andrijaka zaczął malować w wieku 6 lat pod okiem ojca. Następnie rozpoczął naukę w Moskiewskim Akademickim Liceum Artystycznym przy Rosyjskiej Akademii Sztuk Pięknych im. Surikowa, gdzie funkcję dyrektora pełnił jego ojciec. W 1976 roku, po skończeniu szkoły, rozpoczął studia w Moskiewskim Instytucie Artystycznym im. Surikowa. Studiował na Wydziale Malarstwa (specjalność – malarstwo sztalugowe). W 1982 roku uzyskał dyplom, którego temat stanowił obraz Na kulikowym polu. Wieczna pamięć («На поле Куликовом. Вечная память»). W latach 1982–1985 pracował w Warsztatach Twórczych Akademia Sztuk Pięknych ZSRR. W 1983 został członkiem Związku Artystów ZSRR.
W 1999 roku Siergiej Andrijaka założył własną Szkołę Akwareli, działającą do dziś. Artysta pełni w niej stałą funkcję dyrektora artystycznego. Ponadto, w 2012 roku w Moskwie została otwarta nowa uczelnia wyższa – Akademia Sztuk Pięknych i Akwarel Siergieja Andriaki.
We wrześniu 2012 roku, na kanale „Kultura” został wyemitowany cykl autorskich programów artysty pt. Lekcje malarstwa z Siergiejem Andrjaką.

### Twórczość
Siergiej Andrijaka rozpoczynał swoją działalność twórczą od pracy z farbami olejnymi, gwaszem i temperą. Ponadto tworzył mozaiki, witraże, akwaforty, oraz dekorował wyroby z porcelany i emalii. W późniejszym czasie skupił się na malarstwie akwarelowym. Opierając się na zasadach mistrzów klasycznej, wielowarstwowej akwareli, Siergiej Andrijaka wykorzystuje w swoich pracach technikę wielowarstwowego laserunku, wykonywanego na suchym, bądź wilgotnym arkuszu papieru. Artysta unika stosowania bieli, a także innych materiałów pomocniczych. Swoje prace tworzy z pamięci i rzadko kiedy przygotowuje wstępny szkic ołówkowy.
Główny temat jego prac stanowią pejzaże i martwa natura. Wiele swych dzieł artysta poświęcił także architekturze zarówno rosyjskich, jak i zagranicznych miast. W 1995 roku, na zamówienie moskiewskiego merostwa, Andrijaka stworzył sześciometrową panoramę dziewiętnastowiecznej Moskwy (ówczesny wygląd miasta został odtworzony na podstawie fotografii pochodzących z albumu Nikołaja Najdionowa, 1867).

### Działalność pedagogiczna

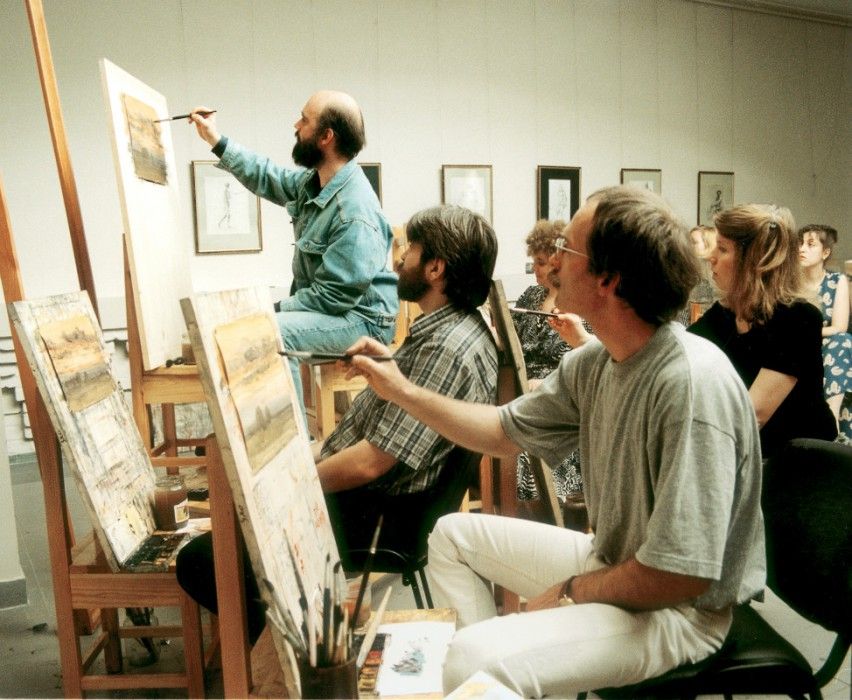
Warsztaty Siergieja Andrijaki

Od 1977 roku, po śmierci ojca, Andriaka zaczął łączyć studia z działalnością pedagogiczną. W latach 1979—1985, jednocześnie studiując w Instytucie, a następnie pracując w Warsztatach Twórczych, artysta wykładał malarstwo w szkole artystycznej przy Instytucie im. Surikowa w Moskwie. Od 1985 do 1989 roku pracował tam jako starszy wykładowca. Od 1999 roku aż do dziś wykłada we własnej Akademii Sztuk Pięknych i Akwarel, w której podstawę kształcenia stanowi program opracowany przez samego artystę, polegający na równoczesnym wykonywaniu określonych zadań zarówno przez prowadzącego zajęcia jak i uczestniczących w nich studentów.

## Wyróżnienia i nagrody
- 1983 – członek Związku Artystów ZSRR
- 1996 – Zasłużony Artysta Federacji Rosyjskiej
- 2000 – członek Międzynarodowej Akademii Informatyki
- 2001 – członek korespondent Rosyjskiej Akademii Sztuk Pięknych
- 2003 – wybrany na członka Petersburskiej Akademii Nauki i Sztuki (Петровская Академия наук и искусств)
- 2005 – Ludowy Artysta Federacji Rosyjskiej
- 2007 – członek Rosyjskiej Akademii Sztuk Pięknych
- Nagrodzony honorową odznaką Fundacji Charytatywnej S. Jesienina „Za wybitny wkład w kulturę Ojczyzny”
- 2006 – odznaczony medalem jubileuszowym „150-lecia zakończenia wojny Krymskiej”
- 2006 – odznaczony orderem Piotra Wielkiego I stopnia;
- 2008 – nagrodzony wyróżnieniem „Za zasługi dla Moskwy” i dyplomem uznania Moskiewskiej Dumy Miejskiej
- 2009 – odznaczony srebrnymi medalami Międzynarodowego Związku Organizacji Charytatywnych «Мир добра» – „Za zasługi dla sztuki”, Bractwa Prawosławnego «Радонеж» – „Za wieloletnią pracę na rzecz Cerkwi i Rosji z wdzięcznością za braterskie wsparcie i współpracę”
- 2009 – odznaka «Служение искусству», Międzynarodowa Akademia Kultury i Sztuki;
- 2009 – uhonorowany odznaką «Człowiek Tysiąclecia».

## Wystawy indywidualne
Od 1985 roku aż do dziś odbyło się ponad 500 indywidualnych wystaw artysty. Najważniejsze z nich to: 1994 r. – sala wystawowa Moskiewski Maneż («Манеж»): 600 prac (Moskwa). 1995, 1996, 2002 r. – Centralny Dom Artysty (Moskwa). 1996 r. – sala wystawowa «Mały Maneż» (Moskwa). 1998 r. – Państwowa Galeria Tretiakowska (Moskwa). 1994, 2005, 2008, 2011 r. – sala wystawowa «Moskiewski Maneż» (Moskwa), 2008 r. – sala wystawowa «Maneż» (Sankt Petersburg), 2008 r. – jubileuszowa wystawa indywidualna w kompleksie muzealno-wystawienniczym «Царицыно».
Siergiej Andrijaka jest także uczestnikiem licznych wystaw zagranicznych: w Niemczech (Düsseldorf, Międzynarodowe Forum Ekonomiczne), Bułgarii, Anglii, Szwajcarii, Francji, Włoszech, Austrii, Japonii (wystawa indywidualna w ramach oficjalnej wizyty prezydenta Federacji Rosyjskiej w 2005 r.), Chinach (indywidualna wystawa w ramach programu kulturowego Szczytu w Szanghaju), w Wenecji (Fundacja inicjatyw kulturowych pod kierownictwem Swietłany Władimirowny Miedwiediewoj) i innych krajach. Wiele dzieł artysty znajduje się w największych muzeach na całym świecie, oraz w kolekcjach prywatnych.
Na linii moskiewskiego metra Arbatsko-Pokrowskaja kursuje pociąg o nazwie „Akwarela”, na którego wagonach w latach 2007—2009 zostały umieszczone reprodukcje prac Andrijaki oraz jego uczniów.